# Moračka Bistrica
Moračka Bistrica  (cyr. Морачка Бистрица) – wieś w Czarnogórze, w gminie Kolašin. W 2003 roku liczyła 24 mieszkańców.